# BAFTA de Melhor Ator em Televisão
O BAFTA de Melhor Ator em Televisão (no original, em inglês: British Academy Television Award for Best Actor) é o prêmio concedido anualmente pela British Academy of Film and Television Arts (BAFTA) ao ator que se tenha distinguido durante o ano num papel principal em televisão.

## Múltiplas vitórias e nomeações

### Múltiplas vitórias
4 vitórias
- Michael Gambon

3 vitórias
- Robbie Coltrane

2 vitórias
- Alan Badel
- Peter Barkworth
- Alec Guinness
- Mark Rylance
- John Thaw

### Múltiplas nomeações
| 6 nomeações - Benedict Cumberbatch 5 nomeações - Robbie Coltrane 4 nomeações - Kenneth Branagh - Michael Gambon - Albert Finney - Derek Jacobi - Ian Richardson - John Thaw | 3 nomeações - Jim Broadbent - Michael Bryant - Alec Guinness - Leo McKern - Pete Postlethwaite - Michael Sheen - Timothy Spall - Ben Whishaw | 2 nomeações - Alan Badel - Peter Barkworth - Alan Bates - Sean Bean - Tom Bell - Colin Blakely - James Bolam - Robert Carlyle - George Cole - Christopher Eccleston - Denholm Elliott - Frank Finlay - Colin Firth - John Gielgud - Stephen Graham - Robert Hardy - Bernard Hill - Ian Holm - Anthony Hopkins - John Hurt - Toby Jones - Robert Lindsay - Ray McAnally - James Nesbitt - Laurence Olivier - Tim Pigott-Smith - Mark Rylance - Jared Harris - John Simm - Ken Stott - David Suchet - Dominic West - Timothy West - Tom Wilkinson |